# Book Depository
Book Depository (anteriormente The Book Depository) é um site britânico especializado em vendas de livros, com grande catálogo oferecido a frete grátis para mais de 160 países. A loja foi fundada por um ex-empregado da Amazon, e mais tarde foi adquirida pela Amazon. Além de vender livros e livro digital, o site oferece uma vasta seleção de livros em domínio público disponíveis para download gratuito.
A empresa foi fundada em 2004 por Andrew Crawford e Stuart Felton, diretor de operações. Seu lema é "todos os livros disponíveis para todos". Em 4 de Julho de 2011, a Amazon chegou a um acordo para adquirir Book Depository.

## Outras atividades
O Book Depository está envolvido em uma série de atividades, incluindo:
- Espressio: projeto de auto-publicação que permite aos consumidores imprimir seus próprios livros;
- BibDib: banco de dados de código aberto para obras de domínio público;
- Editora Dodo Press: que lança até 200 reedições clássicas literárias.

## Prêmios
Em 2007, o site ganhou dois UK Startup Awards que premia jovens empresas. Em 2008, o site é classificado 5º no Sunday Times Fast Track 100, que classifica as empresas em rápido desenvolvimento durante um período de três anos. Em 2009 e 2010 ganhou Direct Bookselling Company of the Year nos Prémios da Indústria livreira, e o Queen's Award For Enterprise.